# Selma Lagerlöf
Selma Lagerlöf, s polnim imenom Selma Ottilia Lovisa Lagerlöf, švedska književnica, * 20. november 1858, † 16. marec 1940.
Bila je švedska književnica in prva ženska dobitnica Nobelove nagrade za književnost leta 1909. Leta 1914 je postala tudi prva ženska članica Švedske akademije.

## Selmina mladost
Rodila se je v premožni švedski družini, ki je pričakovala, da si bo izbrala študij, ki bo primeren njenemu statusu. Vendar si je ona, proti volji svoje družine, izbrala študij za usposobljeno učiteljico, ki ga je uspešno končala v letih 1885−1896 v učiteljišču Landskrone. Leta 1897 se je preselila v mestece Falun, nato pa je poučevala v mestu Sunne. Ves ta čas je tudi pisala in tako leta 1891 izdala svoj prvi roman z naslovom Gösta Berling, ki je na Švedskem dosegel velik uspeh in nato tudi drugod po svetu. Sledila so še druga njena književna dela, ki so še okrepila njen sloves pisateljice, prinesla pa so ji tudi precej denarja. Njen oče je v tem času bankrotiral in družinsko posestvo je šlo na boben. Leta 1908 je zbrala dovolj denarja, da je nazaj odkupila rojstno hišo in posestvo v Märbacku. Preselila se je na svoje posestvo in tam živela ter ustvarjala vse do svoje smrti.

## Selmina dela
Pisateljičina dela so inspirirana najprej z rojstnim krajem v pokrajini Väremland, kasneje pa tudi z življenjem, ki ga je spoznala na svojih potovanjih po južni Italiji, Palestini in drugih južnih krajih. Središče njenega zanimanja so bili dogodki in osebe, pa tudi ljubezen, smrt, dobrota, zloba in nesreča. Svoja dela je pisala v liričnem, preprostem, pripovednem stilu. Njeno prvo književno delo Gösta Berling je saga z obiljem fantastičnih elementov, ki je prikazala življenje na Švedskem v devetnajstem stoletju. Sledil je roman Antikristovi čudeži- (Antikrists mirakler) v katerem je poskušala medsebojno povezati krščanstvo in socializem; izšel je leta 1897. Napisala je tudi več zgodbic za otroke v knjigi Legende o Kristusu- (Kristus legender). Na Švedskem pa je postala najbolj poznana po delu za šolarje Čudežno potovanje Nilsa Holgersona po Švedski- (Nils Holgersons underbara resa genom Sverige), ki jo je napisala po naročilu šolske institucije leta 1906/1907.
Generacije švedskih šolarjev so pridobivale prvo znanje o svoji domovini preko potovanja dečka Nilsa, ki je letel na goski in tako prepotoval celo Švedsko.

## Seznam Selminih knjižnih del
Naslovi del v originalu:
- Gösta Berling- (1891),
- Osyliga Länkar- (1894),
- Antikrists mirakler- (1897),
- Drottningar i Kungahälla- (1899),
- En herrgårdssägen (1899),
- Jerusalem del 1 in 2 (1901/1902),
- Herr Arnes penningar (1904),
- Kristuslegender (1904),
- Nils Holgerssons underbara resa genom Sverige (1906/1907),
- En saga om en saga och andra sagor (1908),
- Liljecronas hem (1911),
- Körkarlen (1912),
- Kejsarn av Portugallien (1914),
- Troll och människor (1915 - 1921),
- Bannlyst (1918),
- Zachris Topelius (1920),
- Mårbacka (1922),
- Löwensköldska ringen (1925),
- Charlotte Löwensköld (1925),
- Anna Svärd (1928),
- Ett barns memoarer (1930),
- Höst (1933),
- Meli (1934), ...

Naslovi del prevedenih v slovenščino:
- Gosta Berling (1930)-izdala Modra ptica in (1966)-izdala Cankarjeva založba,
- Zgodba o blaznem Gunnarju (1931)-izdala Delavska založba,
- Klara Gulleborg (1935)-izdala Jugoslovanska knjigarna,
- Dekle z Močevja (pred 1943),
- Zaklad gospoda Arneja (pred 1943),
- Ptička (pred 1943),
- Hišni škrat na Törebyju (pred 1943),
- Pošastna roka (pred 1943),
- Čudovito potovanje Nilsa Holgerssona (1953)-izdala Mladinska knjiga,
- Zgodba o Gunnarju Hedeju (1975)-izdala Mladinska knjiga,
- Prstan Löwensköldov (1981)-izdala Cankarjeva založba,
- Kristusove legende (1997)-izdala Mohorjeva družba,